# Can't Stop Thinking About You
«Can't Stop Thinking About You» es una canción del músico británico George Harrison, publicada en el álbum de estudio Extra Texture. Harrison compuso la canción en diciembre de 1973, al final de su matrimonio con Pattie Boyd y cuando estaba involucrado en una relación sentimental con Maureen Starkey, esposa por entonces de su excompañero en The Beatles Ringo Starr.
Inicialmente compuesta para ser incluida en su álbum Dark Horse, Harrison grabó la canción en Los Ángeles en 1975, en lo que fue visto por algunos autores como un obvio intento de comercializar el álbum Extra Texture, en respuesta a las pésimas críticas recibidas por su álbum anterior. Fue descrita por Robert Rodriguez como un «llorón R&B», la canción contó con el respaldo de músicos como Nicky Hopkins, Jesse Ed Davis y David Foster. Tras su publicación, «Can't Stop Thinking About You» fue señalado por varios críticos musicales como uno de los temas más destacados del disco, aunque en años posteriores fue calificada como repetitiva e inconsecuente: al respecto, el autor Simon Leng la denominó como una «pelusa pop-soul».

## Personal
- George Harrison: voz, guitarra eléctrica y coros
- Nicky Hopkins: piano
- David Foster: piano eléctrico y orquestación
- Jesse Ed Davis: guitarra eléctrica
- Gary Wright: sintetizador ARP
- Klaus Voormann: bajo
- Jim Keltner: batería
- Sin acreditar: pandereta